# Pseudotapeina tapeiniformis
Pseudotapeina tapeiniformis là một loài bọ cánh cứng trong họ Cerambycidae.